# 494 v.Chr.
Het jaar 494 v.Chr. is een jaartal volgens de christelijke jaartelling.

## Gebeurtenissen

### Italië
- Aulus Verginius Tricostus Caeliomontanus en Titus Veturius Geminus Cicurinus zijn consul in het Imperium Romanum.
- De ambten van tribunus plebis en aedilis plebis worden ingesteld te Rome.

### Griekenland
- De Ionische opstand (vanaf 499 v.Chr.) wordt door de Perzen neergeslagen na de Slag bij Lade. Zij bezetten Chios en Milete wordt verwoest.
- Miltiades wordt door de Thraciërs en Scythen verdreven van de Thracische Chersonesos.
- Pythocritus wordt benoemd tot archont van Athene.